# Jerat Percintaan
Jerat Percintaan(사랑의 함정)은 말레이시아의 팝 가수 시티 누르할리자의 데뷔 앨범이자, 첫 번째 싱글 앨범이다. 유일한 수록곡인 "Jerat Percintaan"은 1996년 <Siti Nurhaliza I>(시티의 첫 번째 정규 앨범)에 다시 수록되었다.